# Butzweiler
Butzweiler ist ein Ortsteil und ein Ortsbezirk in der Ortsgemeinde Newel im Landkreis Trier-Saarburg in Rheinland-Pfalz.

## Geographie
Butzweiler liegt nordöstlich von Trier auf einem zum Kylltal abfallenden Höhenrücken aus Muschelsandstein und Buntsandstein. Gegliedert wird der Höhenrücken von dem der Kyll zufließenden Butzerbach mit seiner steilgeneigten Talbildung. Den Siedlungsplatz gab der Bereich um die Quellmulde vor.
Zu Butzweiler gehören die Wohnplätze Hanserhof, Hof Dackenheid, Waldhof und Görgenhof.
Nachbarorte sind die Ortsgemeinde Kordel im Norden sowie die anderen Neweler Ortsteile Lorich im Südosten, Beßlich im Südwesten und Newel selbst im Westen.

## Geschichte
Die erste schriftliche Erwähnung Butzweilers ist eine Schenkungsurkunde des Erzbischofs Ruotger von Trier (915–923), in der die marcha Bodardi villaris erwähnt wurde. Der Ursprung des Namens geht auf das 4. Jahrhundert zurück.
Die ersten nachgewiesenen Siedlungen stammten aus römischer Zeit, in der auch das Kupferbergwerk sowie der römische Kalkofen entstanden. Eine genaue Datierung ist nicht bekannt.
Im südlichen Teil des Ortes befand sich ein Gräberfeld, das auf fränkische Besiedlung hinweist. Die Kirche steht in dem Bereich, in dem die entsprechende Siedlungsstelle vermutet wird.
Ab dem 10. Jahrhundert befand sich Butzweiler im Besitz der Trierer Benediktinerabtei St. Marien. Erzbischof Poppo bestätigte 1030 die Schenkung durch den früheren Erzbischof Ruotger.
Zu dem Besitz gehörte der Haupthof mit Salland, Mühle und anliegenden Wäldern sowie die Kirche und die Hälfte des Zehnten.
Das heutige Ortsbild entwickelte sich aus drei unabhängigen Kernbildungen Vohl, Kirchen und Mont im frühen 19. Jahrhundert. Der Bereich Kirchen wird von der barocken Pfarrkirche mit dem Kirchhof, dem barocken Pfarrhof und dem als Sandsteinquaderbau errichteten Schulgebäude von 1907 dominiert. Im Ortsteil Vohl haben der Straßenblickpunkt Ramsteiner Weg mit der ehemaligen Synagoge sowie denkmalgeschützte Bauten aus dem 19. Jahrhundert städtebaulichen Wert.
Nach 1850 wurde die geschlossene Bebauung in den drei Ortskernen durch locker gereihte Bauten ergänzt, so dass die Ortsteile zusammenwuchsen.
Am 16. März 1974 wurde Butzweiler in die Gemeinde Newel eingegliedert.

## Bevölkerung
1818 zählte Butzweiler 308 Einwohner. Die Einwohnerzahl stieg bis 1843 auf 515 und erhöhte sich danach kontinuierlich auf 660 Einwohner 1950. Im Zusammenhang mit der Ausweisung umfangreicher Baugebiete wuchs die Bevölkerung von 819 Einwohnern 1973 auf 1354 Einwohner 1989. Butzweiler hat in der Gemeinde Newel die höchste Einwohnerzahl.
Entwicklung der Einwohnerzahl:
- 1818 – 0308
- 1843 – 0515
- 1950 – 0660
- 1973 – 0819
- 1989 – 1354

## Politik

### Ortsbezirk
Butzweiler ist gemäß Hauptsatzung einer von vier Ortsbezirken der Ortsgemeinde Newel. Der Ortsbezirk umfasst das Gebiet der früheren Gemeinde. Die Interessen des Ortsbezirks werden durch einen Ortsbeirat und durch einen Ortsvorsteher vertreten.

### Ortsbeirat
Der Ortsbeirat besteht aus sechs Mitgliedern, die bei der Kommunalwahl am 9. Juni 2024 in einer personalisierten Verhältniswahl gewählt wurden, und dem ehrenamtlichen Ortsvorsteher als Vorsitzendem.
Die Sitzverteilung:
| Wahl | SPD | CDU | FWL (*) | Gesamt  |
| ---- | --- | --- | ------- | ------- |
| 2024 | 2   | 1   | 3       | 6 Sitze |
| 2019 | 4   | 1   | 1       | 6 Sitze |
| 2014 | 4   | 2   | 0       | 6 Sitze |
| 2009 | 4   | 1   | 1       | 6 Sitze |

### Ortsvorsteher
Oswald Laudor (FWL) wurde am 3. September 2024 Ortsvorsteher von Butzweiler. Bei der Direktwahl am 9. Juni 2024 hatte er sich mit einem Stimmenanteil von 64,7 % gegen einem Mitbewerber durchgesetzt.
Laudors Vorgänger Nikolaus Lieser (SPD) hatte das Amt 1997 übernommen. Zuletzt bei der Direktwahl am 26. Mai 2019 war er mit einem Stimmenanteil von 80,87 % für weitere fünf Jahre in seinem Amt bestätigt worden. Bei der Wahl 2024 kandidierte er nicht erneut als Ortsvorsteher.

## Sehenswürdigkeiten

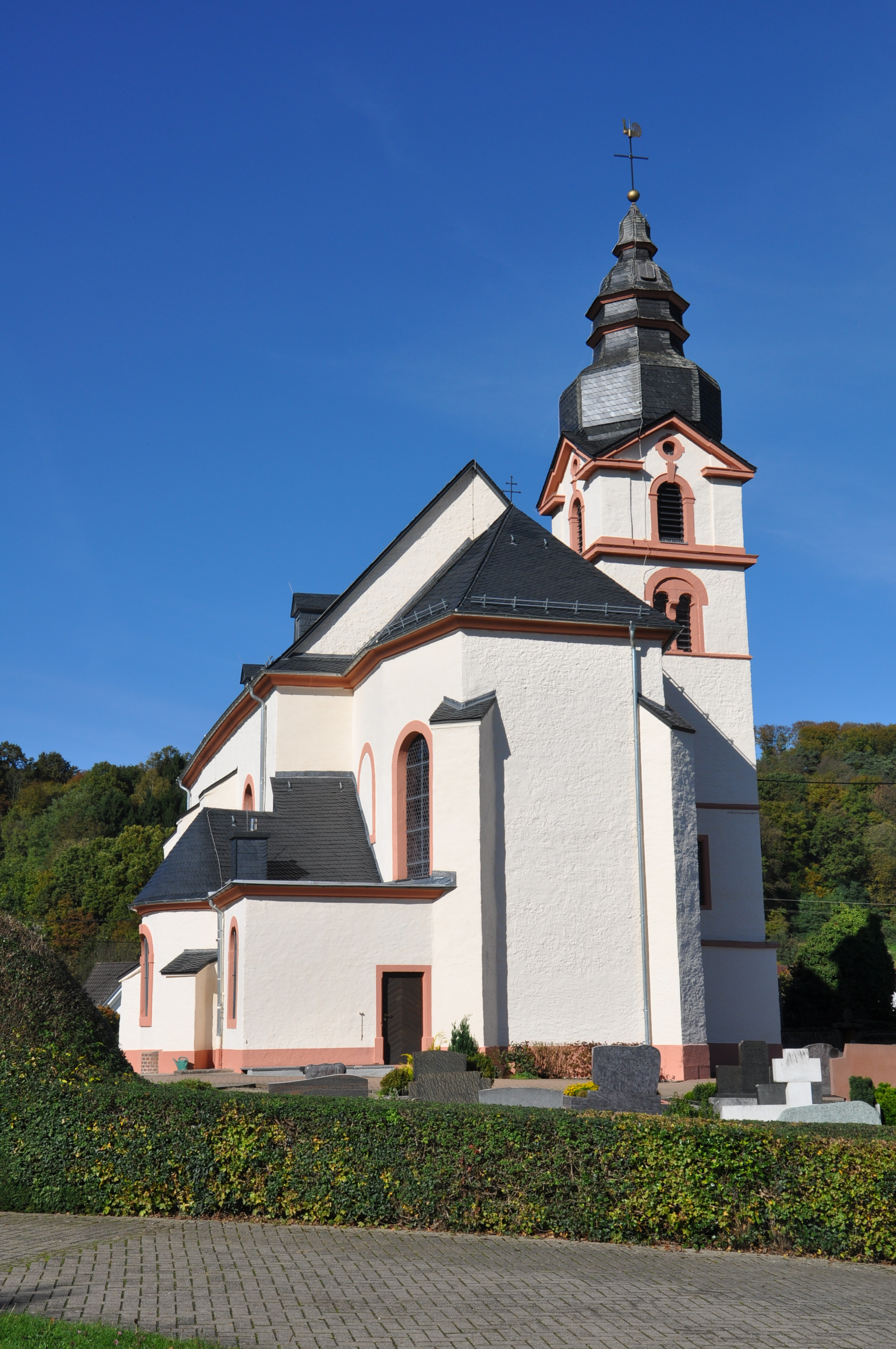
Newel-Butzweiler, St. Remigius

### Pützlöcher
Zwischen Kordel und Butzweiler befindet sich ein römisches Kupferbergwerk mit angegliedertem Steinbruch. Im Bergwerk wurde Malachit und Azurit über neun senkrechte Schächte bis zu einer Tiefe von knapp 20 m abgebaut. Der horizontale Stollen mit einer Länge von 114 m stammt aus einer späteren Nutzung im 18. und 19. Jahrhundert. Mit dem Emilianusstollen in Wallerfangen gehören die Pützlöcher zu den ältesten Anlagen antiken Bergbaus in Deutschland. Die Steine aus dem benachbarten Steinbruch wurden u. a. für den Bau der Porta Nigra verwendet.

### Wasserfälle im Butzerbachtal
Der Butzerbach fließt aus dem Ortskern ostwärts unter starkem Gefälle zur 147 m tiefer gelegenen Kyll, dabei sind insgesamt sieben Wasserfälle und weitere Kaskaden im Sandstein entstanden. Über Hängebrücken von bis zu 30 m Länge ist das Butzerbachtal durch einen Erlebniswanderweg erschlossen.

### Höhlen bei Butzweiler

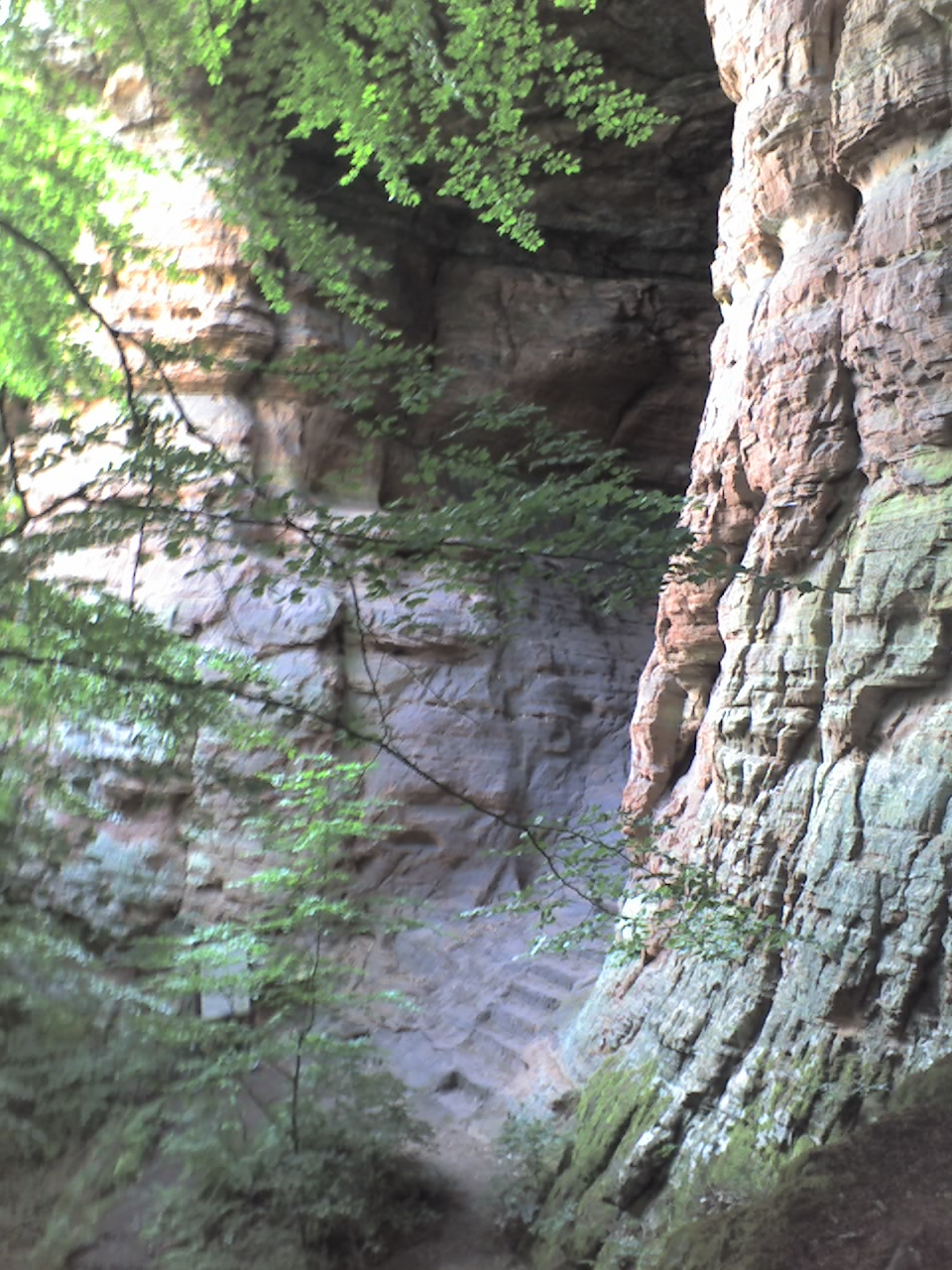
Genovevahöhle

Die Genovevahöhle ist die einzige überregional bekannte Höhle in der Südeifel. Geologisch gesehen ist sie keine Höhle, sondern ein Abri (Felsdach) und ist etwa 220 Millionen Jahre alt. Sie ist 18 m breit und bis zu 12,5 m tief. Die Höhle diente in mehreren Epochen als Behausung: Funde aus den Jahren 1909 und 1931 belegen eine Besiedlung in der späteren Altsteinzeit. In einer Schutthalde vor dem Höhleneingang befanden sich außer prähistorischen, mehrfach auch römische und fränkische Scherben. Im Innenraum der Höhle waren eine Anzahl kleinerer Hütten untergebracht. Die gebaute Terrasse konnte nur mit Leitern, Stricken oder Steighölzern erreicht werden. Die Balkenlöcher und Balkenauflagen mit der gewollten Regelmäßigkeit sind noch gut erkennbar.
Der Name der Höhle geht auf eine Sage über Genoveva, die Tochter eines Herzogs von Brabant und Gemahlin des Pfalzgrafen Siegfried, zurück. Die Höhle wurde bis Mitte des 19. Jahrhunderts noch Kutbachhöhle genannt. Erst durch den Erfolg von Robert Schumanns Oper Genoveva wurden in Deutschland mehrere Höhlen umbenannt und mit der Sage verknüpft.
Die Stufen am Eingang der Höhle stammen aus dem Jahr 1910.
Die 10 m tiefe Klausenhöhle befindet sich in der Nordwand der keltischen Hochburg. Der Name geht zurück auf Eremiten (Klausner), die vermutlich im 18. Jahrhundert diese Höhle bewohnten. Gut sichtbar sind mehrere viereckige Balkenlöcher, die auf eine frühere Unterteilung der Höhle in zwei Etagen schließen lassen. Zwei Fratzen sind in den Sandstein geritzt, ihre Bedeutung ist jedoch nicht bekannt.

### Langmauer
In der zweiten Hälfte des 4. Jahrhunderts wurde die insgesamt 72 km lange Langmauer erbaut. Etwa 1 km östlich des Ortskerns wurde 1994 ein 30 m langes Teilstück der Langmauer rekonstruiert und ist heute frei zugänglich.

### Eifelsteig
Die 15. Etappe des Eifelsteigs führt von Kordel durch das Butzerbachtal an den Wasserfällen entlang zu den Pützlöchern und den Höhlen bis nach Trier.